# Kloptaň
Kloptaň je přírodní rezervace v katastrálních územích obcí Prakovce v okrese Gelnica a Vyšný Medzev v okrese Košice-okolí v Košickém kraji na Slovensku. Území bylo vyhlášeno v roce 1993 a jeho rozloha je 27,07 hektaru. Předmětem ochrany jsou lesní společenstva na jihovýchodních a severovýchodních svazích vrchu Kloptaň ve Volovských vrších. Ke vzácným druhům rostlin v rezervaci patří kosatec sibiřský (Iris sibirica).